# 阿根廷海

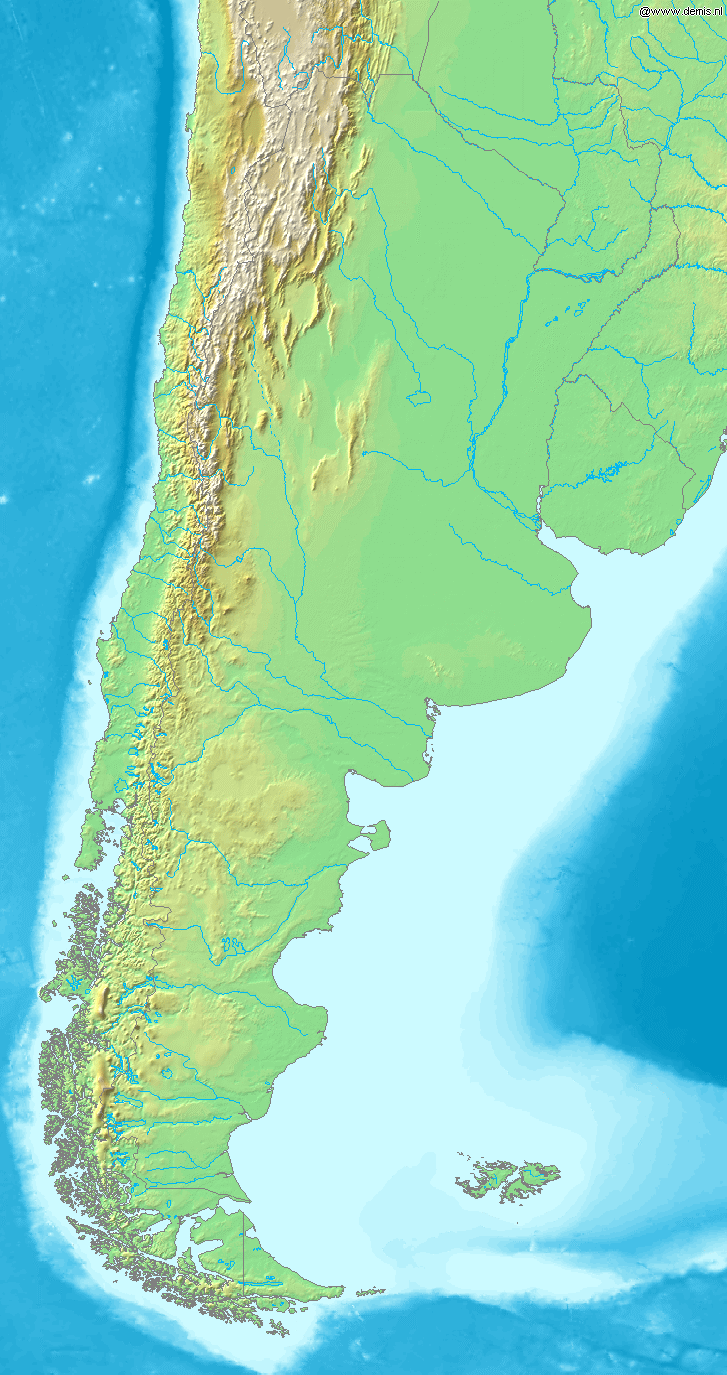
阿根廷海位於阿根廷東南面

阿根廷海是阿根廷的一個海，位於該國東南面的大西洋海域，面積約940,000平方公里，平均水深1,205米，海岸線長度4,725米，最大水深2,224米，海水鹽度3.5%。
46°S 63°W / 46°S 63°W